# مرازاد
مرازاد هي قرية في مقاطعة جلفا، إيران. عدد سكان هذه القرية هو 233 في سنة 2006.